# El lenguaje de patrones
El lenguaje de patrones ("A Pattern Language") es un libro sobre arquitectura, escrito en 1977 por Christopher Alexander, Sara Ishikawa y Murray Silverstein del Center for Environmental Structure de Berkeley (California), con créditos de autoría también para Max Jacobson, Ingrid Fiksdahl-King y Shlomo Angel. Veinticinco años después de su publicación, sigue siendo uno de los libros de arquitectura más vendidos.
El libro es una discusión sólida e ilustrada de un lenguaje de patrones derivado de la arquitectura tradicional, con unos 250 patrones unitarios tales como Entradas principales que son tratados a lo largo de varias páginas.
Los tres libros de la serie son:
- El modo intemporal de construir (volumen 1)
- El lenguaje de patrones (volumen 2)
- The Oregon Experiment (volumen 3)